# Dominic Lobalu
Dominic Lokinyomo Lobalu (* 16. August 1998 in Chukudum, Sudan) ist ein südsudanesischer Leichtathlet. Er vertritt seit dem 7. September 2023 auf europäischer Ebene die Schweiz und egalisierte die Europarekorde im 5-km- und im 10-km-Strassenlauf.

## Biografie
Lokinyomo Lobalu wurde 1998 im südlichen Sudan nahe der kenianischen Grenze geboren. Im Zuge des Kriegs im Südsudan wurde er von seiner Familie getrennt und verbrachte eine unbestimmte Zeit in einem Waisenheim. 2007 ging er in ein Flüchtlingslager in Kenia. Im Jahr 2017 trat er erstmals bei einem IAAF-Event für das Athlete Refugee Team an.
Am 11. Mai 2019 nahm Lokinyomo Lobalu an einem von der UNICEF organisierten Marathonlauf in Genf teil. Er gewann dieses Rennen und blieb in der Schweiz. Der Schweizer Leichtathletikverband beantragte 2023 einen Verbandswechsel, auch wenn Lokinyomo Lobalu noch nicht Schweizer Staatsbürger ist. Diesem wurde zunächst ab 2026 stattgegeben, später wurde der Startberechtigung für die Schweiz ab dem Jahr 2024 stattgegeben.
Bei seinen ersten Europameisterschaften für die Schweiz holte er 2024 in Rom Gold über die 10'000 Meter und Bronze über die 5000 Meter.
Für die Olympischen Spiele im selben Jahr in Paris lehnte das IOC es ab, dass Lobalu – der nach Schweizer Recht frühestens 2031 eingebürgert werden kann – für die Schweiz antritt. Stattdessen wurde ihm angeboten, dem Refugee-Team beizutreten. Mit einer Zeit von 13:15,27 wurde Lobalu über 5'000 Meter Vierter.

## Persönliche Bestleistungen
(Stand: 16. Juni 2025)
- 800 m: 1:50,90 min, 16. September 2023, Thun
- 1500 m: 3:34,39 min, 22. August 2024, Lausanne
- 3000 m: 7:27,68 min, 20. Juli 2024, London (Schweizer Rekord)
- 5000 m: 12:50,87 min, 12. Juni 2025, Oslo (Schweizer Rekord)
- 10'000 m: 27:58,79 min, 10. Juni 2022, Uster
- 5-km-Strassenlauf: 13:00 min, 7. September 2022, Zürich
- 10-km-Strassenlauf: 26:54 min, 12. Januar 2025, Valencia
- Halbmarathon: 59:12 min, 18. September 2022, Kopenhagen

## Video-Dokumentation
- Nicolas Fäs, Adrian Panholzer, Christof Gertsch, Mikael Krogerus: Der Läufer ohne Land. In: Tages-Anzeiger, 21. April 2023 (19 Min.).